# رونالدو بومبيو دا سيلفا
رونالدو بومبيو دا سيلفا (8 أبريل 1990 في البرازيل - ) هو لاعب كرة قدم برازيلي في مركز الوسط. لعب مع نادي إمبولي ونادي بادوفا ونادي برو فيرتشيلي ونادي ساليرنيتانا ونادي كاتانزارو ونادي لاتسيو ونادي مانتوفا ونادي غروسيتو.

## روابط خارجية
- رونالدو بومبيو دا سيلفا على موقع قاعدة بيانات كرة القدم.إي يو (الإنجليزية)
- رونالدو بومبيو دا سيلفا على موقع Soccerway.com (الإنجليزية)
- رونالدو بومبيو دا سيلفا على موقع عالم كرة القدم.نت (الإنجليزية)
- رونالدو بومبيو دا سيلفا على موقع AS.com (الإسبانية)